# Heinz Pernet
Heinz Otto Kurt Pernet, född 5 september 1896 i Berlin-Charlottenburg, död 30 juni 1973 i Freiburg im Breisgau, var en tysk officer. I november 1923 tog Pernet del i ölkällarkuppen och ställdes därefter inför rätta för högförräderi tillsammans med bland andra Adolf Hitler, Wilhelm Frick, Erich Ludendorff och Ernst Röhm.